# Marsdenia tressensiae
Marsdenia tressensiae är en oleanderväxtart som beskrevs av S.A. Cáceres Moral och G. Morillo. Marsdenia tressensiae ingår i släktet Marsdenia och familjen oleanderväxter. Inga underarter finns listade i Catalogue of Life.